# Aglaopé (mythologie)
Dans la mythologie grecque, Aglaopé (du grec Αγλαόπη ou Αγλαόφωνος : voix splendide) était l'une des sirènes, ces créatures mi-oiseaux mi-femmes . Elles étaient les filles du dieu-fleuve Achélôos et de la muse Terpsichore,, ou bien les filles d'Achélôos avec Astérope, fille de Portaon et Euryté fille d'Hippodamas. Les sirènes étaient connues sous plusieurs noms, notamment Telxiépie, Pisinoé, Aglaopé , Ligie, Parthénope  et Leucosie . Elles étaient représentées comme des oiseaux avec une tête de femme (ou avec tout le haut du corps). Dans l'art de la mosaïque, elles étaient généralement représentées avec des pattes d'oiseaux .
Les sirènes vivaient parmi les rochers entre l'île de Capri et la côte italienne. Leur beauté envoûtante et leurs chants doux attiraient les équipages des navires naviguant à proximité, les entraînant vers les rochers où ils se heurtaient et sombraient. Ulysse, le personnage de l'Odyssée d'Homère, parvint à échapper à ce piège en bouchant les oreilles de ses marins avec de la cire et en se faisant attacher au mât de son navire, lui permettant ainsi d'entendre leur chant sans être séduit ni attiré vers eux.